# Програма NSDAP «25 пунктів»
Програ́ма «25 пу́нктів» НСДАП (нім. 25 Punkte-Programm N.S.D.A.P.) — офіційна програма НСДАП з 1 квітня 1920 року. Із 1926 року її положення були признані непорушними.
|                 | Зособистих інтересів — це дух Програми. Злом процентного рабства — це ядро національного соціалізму |
| — Адольф Гітлер | |

## Історія та автори
Будучи сформульваними Готфрідом Федером і Антоном Дрекслером (за участі Германа Ессера), вони вперше проголошені 24 лютого 1920 року безпосередньо Адольфом Гітлером в мюнхенській пивній «Гофбройгаус».

## Текст програми
Програма Німецької Робітничої Партії є тимчасовою програмою. Після реалізації даної програми, партійні керівники відмовляються від спроб висунення нових програмних цілей тільки лиш для того, щоб забезпечити подальше існування партії з допомогою штучного нарощування незадоволення в народних масах.
1. Ми вимагаємо об’єднання всіх німців на основі права народів на самовизначення у Велику Німеччину.
2. Ми вимагаємо рівноправності для німецького народу нарівні з іншими націями та скасування положень Версальського та Сен-Жерменського мирних договорів.
3. Ми вимагаємо територій та земель (колоній) для утримання німецького народу та розселення надлишкового населення.
4. Громадянином держави може бути лише той, хто належить до німецького народу. Належність до народу визначається кровною спорідненістю з німецькою нацією, незважаючи на конфесійну приналежність. Таким чином жоден єврей не може належати до німецького народу.
5. Особи, що не є громадянами держави, можуть проживати на території Німеччини як гості, на правах іноземців.
6. Право брати участь у розвʼязуванні питань управління державою та прийняття законів належить лише громадянам Німеччини. Тому ми вимагаємо, щоби всі громадські посади будь-якого рівня: державні, обласні та муніципальні, займали лише громадяни Німеччини. Ми боремося проти корумпованої парламентської практики зайняття посад з точки зору партійності, без огляду на характер чи здібності.
7. Ми вимагаємо, щоби держава передусім зайнялася питаннями працевлаштування та життя громадян Німеччини. Якщо неможливо забезпечити усю людність Німеччини, то особи, що належать до чужинських націй (не-громадяни держави), підлягають виселенню.
8. Будь-яка подальша імміграція не-німецького населення повинна бути призупинена. Ми вимагаємо, щоби всі особи не німецького походження, що емігрували до Німеччини після 2 серпня 1914 року, негайно були змушенні покинути територію держави.
9. Всі громадяни держави повинні володіти однаковими правами та обов’язками.
10. Першим обов’язком громадян Німеччини є розумова або фізична праця. Діяльність окремого громадянина не повинна суперечити інтересам суспільства в цілому, протікаючи в його межах та йдучи на загальну користь. 
Тому ми вимагаємо:
11. Скасування нетрудових доходів та знищення процентного рабства.
12. З огляду на жахливі людські та матеріальні жертви, що їх вимагає війна від нації, особисте збагачення під час війни мусить розглядатися як злочин проти народу. Тому ми вимагаємо безжального вилучення прибутків, зароблених від війни.
13. Ми вимагаємо націоналізації всіх усуспільнених дотепер промислових трестів.
14. Ми вимагаємо участі робітників в розподілі прибутків великих підприємств.
15. Ми вимагаємо значного збільшення пенсійного забезпечення.
16. Ми вимагаємо створення здорового середнього класу та його збереження, негайної передачі великих магазинів в комунальну власність, здачі їх в оренду за низькими цінами дрібним виробникам, суворого контролю за тим, щоби дрібним виробникам надавалася підтримка на всіх рівнях: на державному, обласному та муніципальному.
17. Ми вимагаємо проведення земельної реформи, що відповідає національним інтересам, прийняття закону про некомпенсоване вилучення землі для суспільних потреб, ануляції процентів по закладних зобов’язаннях не землю, заборону спекуляції землею.
18. Ми вимагаємо оголосити безжальну боротьбу проти кожного, хто своєю діяльністю шкодить інтересам суспільства. Ми вимагаємо запровадити смертну кару для тих, хто вчинив злочин проти німецького народу, лихварів та спекулянтів та ін., незалежно від положення в суспільстві, релігійної чи расової приналежності.
19. Ми вимагаємо заміни римського права, що служить матеріалістичному світовому порядку, німецьким народним правом.
20. Щоби забезпечити кожному здібному та старанному німцеві можливість одержати вищу освіту та зайняти керівну посаду, держава повинна турбуватися про ґрунтовну розбудову нашої системи народної освіти. Програми всіх навчальних закладів повинні бути приведенні у відповідність до вимог практичного життя. З самого початку розвитку свідомості дитини школа повинна цілеспрямовано виховувати в учнів розуміння ідеї держави. Ми вимагаємо, щоби особливо обдаровані діти бідних батьків, незважаючи на їхнє положення в суспільстві чи професію, отримували освіту за рахунок держави.
21. Держава повинна дбати про оздоровлення народу: забезпечити піклування матерям та дітям, заборонити дитячу працю, покращити фізичну форму населення шляхом запровадження обов’язкових спортивних та ігрових заходів та підтримки клубів, що займаються спортивним розвитком молоді.
22. Ми вимагаємо ліквідації контрактної армії та створення народного війська.
23. Ми вимагаємо законної політичної боротьби проти політичної брехні та її розповсюдження в пресі. З метою створення німецької преси ми вимагаємо, щоб: а) всі редактори та співробітники газет, які виходять німецькою мовою, були німцями б) ненімецькі газети повинні отримувати особливий дозвіл від уряду та не можуть друкуватися німецькою мовою в) особам ненімецького походження було заборонено в законодавчому порядку мати фінансову частку в діяльності німецьких газет, або впливати на них. В разі порушення цієї норми така газета повинна бути закрита, а іноземці, що беруть участь в її діяльності, депортовані г) газети, які виступають проти суспільного блага, мусять бути заборонені. Ми вимагаємо боротьби в законодавчому порядку проти мистецьких та літературних течій, які справляють руйнівний вплив на життя суспільства, а також заборони заходів, спрямованих проти вказаних вимог.
24. Ми вимагаємо свободи всіх релігійних віросповідань в межах держави, поки вони не загрожують її існуванню та не виступають проти моральності та моральних почуттів германської раси. Партія як така стоїть на позиції позитивного християнства, не зв’язуючи себе з жодним віросповіданням у конфесійному плані. Вона поборює єврейсько-матеріалістичний дух всередині нас та поза нами і переконана, що тривале одужання нашого народу може бути досягнуте всередині на основі принципу верховенства суспільного блага над особистим.
25. Для реалізації всього вищенаведеного ми вимагаємо створення сильної централізованої державної влади. Авторитет політичного центрального парламенту на всій території держави та в її організаціях мусить бути безперечним.

Слід створити палати представників станів та професій для впровадження прийнятих державою загальних законів в окремих федеральних землях.
Лідери партії беруть на себе забов’язання із забезпечення виконання вищевказаних пунктів будь-якою ціною, а у випадку необхідності, навіть жертвуючи власними життями.
Feder G. Das Programm der NSDAP und seine weltaunschauliche Grundgedanken. – München: Zenralverlag der NSDAP, 1935. – s. 11-16.

## Використання програми українськими політиками
15 лютого 2019 в ефірі "5 каналу" народний депутат України і кандидат у президенти на виборах-2019 Сергій Каплін коментував пункти з цієї програми, вважаючи їх за свою передвиборчу програму. 